# Lomopardo

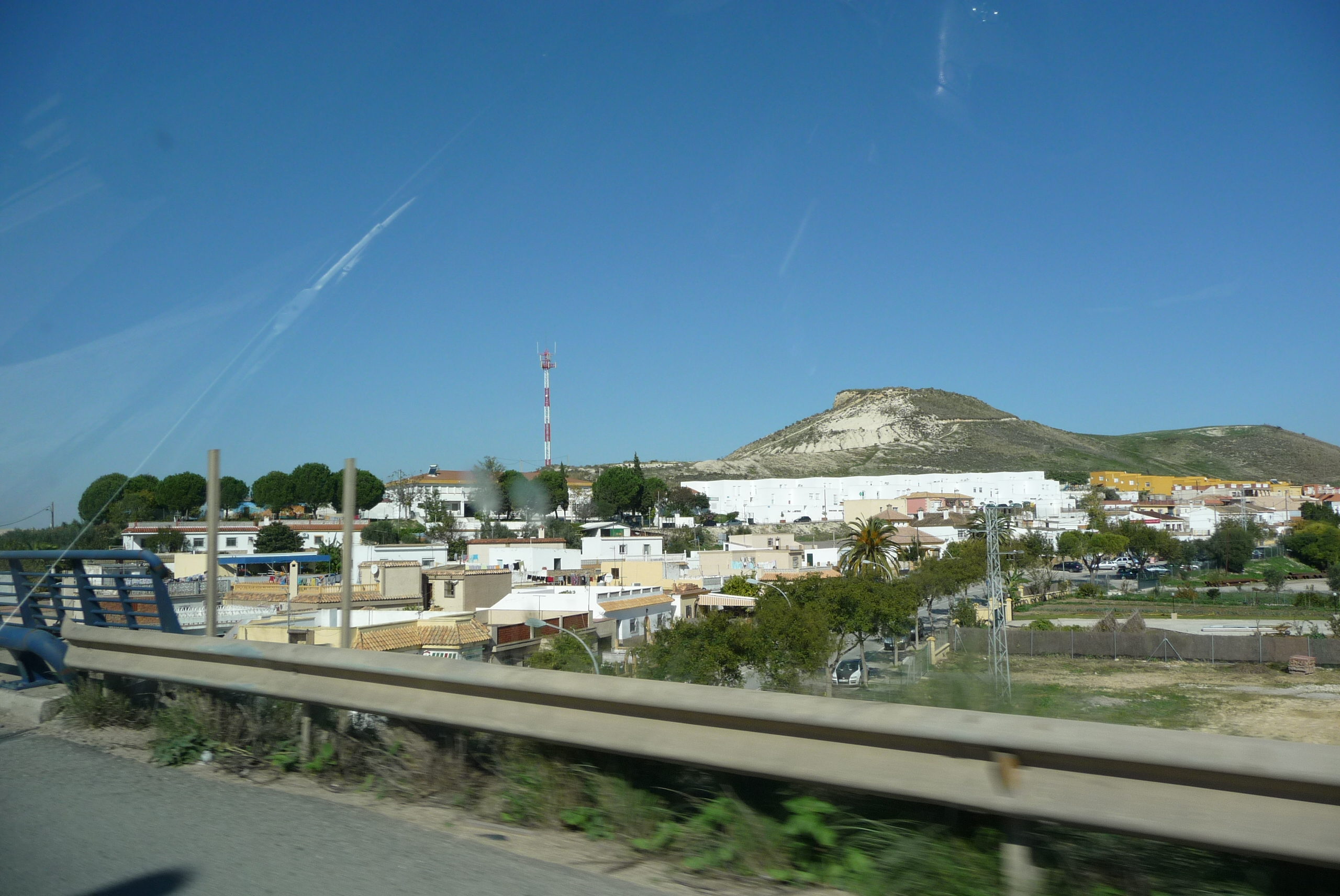
Lomopardo desde la carretera Jerez - Los Barrios.

Lomopardo es una barriada rural del municipio español de Jerez de la Frontera, en la provincia de Cádiz, comunidad autónoma de Andalucía. Está situada en la Cañada de Lomopardo, en el cruce de la autovía Jerez-Los Barrios con la autopista Cádiz-Sevilla. Tiene 283 habitantes dedicados fundamentalmente a la agricultura, el transporte y la construcción.

## Historia
En una cumbre de la zona apareció un yacimiento del Paleolítico Inferior y Medio
Algunos historiadores localizan en la zona la Batalla de Guadalete.
Hacia 1950 el lugar era conocido como la Cañada de Lomopardo, lugar de asentamiento de jornaleros que trabajaban temporalmente en las fincas cercanas y que procedían principalmente de Lebrija y Granada.[cita requerida]
En la década de 1960 empezaron a construirse las primeras viviendas, donde fueron a vivir jóvenes jornaleros procedentes de barriadas y cortijos colindantes. En la década de años 1970 se instalaron las Hijas de la Caridad, cuyas instalaciones hacían las funciones de escuela, comedor y dispensario. De hecho, durante 24 años la delegada de alcaldía fue sor Agustina Barcia
En los años 1980 se construyó un colegio y se dotó al lugar de alumbrado público y suministro de agua potable.
En el siglo XXI han llegado nuevas iniciativas agrícolas para revitalizar la zona

## Servicios
Cuenta con un Centro de Educación Infantil y Primaria.

## Personajes ilustres
- Sor Agustina Barcia, delegada de alcaldía en la barriada durante más de veinte años.[7]